# Lazar Berman
Lazar Berman (n. 26 februarie 1930, Leningrad - d. 6 februarie 2005, Florența) a fost un pianist rus.

## Biografie
Pe numele său complet, Lazar Naumovich Berman, începe sa studieze pianul cu mama sa Anna (elevă a lui Skriabin și Prokofiev) și la numai 10 ani concerta cu Orchestra Filarmonică din Moscova. Studiază la Conservatorul din Moscova cu Alexander Goldenweiser și apoi este influențat de marele Sofronitzky.
Ziarele l-au denumit „ultimul mare romantic al pianisticii ruse”, devine de tânăr faimos pentru tehnica sa pianistică incredibilă și intră în legendă faptul că putea cânta ultima mișcare a sonatei no 2 de Chopin în mai puțin de 50 de secunde.
Câștigător al Concursului Franz Liszt de la Budapesta și Concursului Regina Elisabeta din Belgia, este socotit „al doilea Liszt”.
Impresionat de discul lui Lazar Berman cu cele 12 studii transcedentale ale lui Liszt, un mare impresar îi organizează un mare turneu în America, la mijlocul anilor '70.
Marele pianist Emil Gilels când a debutat în America declara că singurul pianist din lume care îi este superior este Sviatoslav Richter, dar la câțiva ani și-a schimbat părerea, spunând că Lazar Berman le este superior amândurora și numindu-l „fenomenul lumii muzicale”. Urmează apoi turnee în toată lumea și pe toate continentele, înregistrări cu Herbert von Karajan (celebrul Concert no 1 de Ceaikovski), colaborări cu marile orchestre ale lumii și marii dirijori: Karajan, Eugene Ormandy, Claudio Abbado, Carlo Maria Giulini, Riccardo Mutti, Leygraf și mulți alții.
Discografia sa cuprinde mai mult de 200 de titluri și interpretările sale pentru Franz Liszt, Alexander Skriabin, Serghei Rachmaninov, Modest Mussorgski, Prokofiev, Beethoven rămân de referință. Colaborează cu toate marile case discografice.
În 1990 se mută împreună cu soția (Valentina Berman, tot pianistă, absolventă a Conservatorului din Moscova, profesoară de pian la Accademia di Musica di Firenze) în Italia. Începe să predea pianul la Accademia di Imola și la Conservatorul Franz Liszt din Weimar Germania) pentru ca din 2000 să își mute catedra de pian la Accademia Europea di Musica (Erba, Italia). Din 1995 locuiește la Florența, unde va deceda în 2005.
Fiul său, Pavel Berman este violonist și dirijor. 
De asemenea pasionat de pictură, Lazar Berman a fost și un talentat caricaturist.
Obișnuia să spună că „o carieră se întâmplă dacă iubești muzica, dar dacă nu se întâmplă, nu fii trist, oricum rămâi cu muzica pe care o iubești”".